# Белова, Валентина Егоровна
Валентина Егоровна Белова (28 декабря 1925 — 19 марта 2007) — передовик советского сельского хозяйства, свинарка совхоза «Большевик» Калининского района Калининской области, Герой Социалистического Труда (1960).

## Биография
Родилась 28 декабря 1925 года в деревне Емельянцево, ныне Калининского района Тверской области в крестьянской русской семье.
С 1943 года — на хозяйственной, общественной и политической работе. В 1943—1980 гг. — в подсобном хозяйстве, колхозница, разнорабочая, свинарка совхоза «Большевик» Калининского района Калининской области, сдала более 1200 центнеров свинины в 1959 году, после получения звания приняла на откорм уже три тысячи поросят.
Указом Президиума Верховного Совета СССР от 7 марта 1960 года присвоено звание Героя Социалистического Труда с вручением ордена Ленина и золотой медали «Серп и Молот».
Неоднократная участница Выставки достижений народного хозяйства СССР. Награждена Большой золотой (12.03.1960) и Малой золотой (15.08.1961) медалями ВДНХ.
Избиралась депутатом Верховного Совета РСФСР 6-го созыва.
Умерла в селе Колталово в 2007 году.

## Сочинения
- Белова В. Е. Откорм свиней в летних лагерях. — Калинин: книжное издательство, 1959. — 19 с. — (Из опыта партийной работы. Библиотечка сельского коммуниста; Выпуск 11).
- Белова В. Е. 1600 центнеров свинины — за сезон. — Калинин: Книжное издательство, 1961. — 23 с. — (За дальнейший подъём сельскохозяйственного производства).